# AI War: Fleet Command
AI War: Fleet Command est un jeu de stratégie en temps réel créé par le développeur indépendant Christopher M. Park, ayant fondé Arcen Games, mettant en scène des batailles faisant intervenir plusieurs dizaines de milliers de vaisseaux spatiaux.
AI War mélange les genres, empruntant principalement aux tower defense, aux jeux 4X et aux RTS pour fournir une expérience relativement originale et rafraichissante.
Une bonne part de cette originalité provient de son mécanisme de jeu asymétrique, homme contre machine, s'appuyant sur une intelligence artificielle aux comportements dits "émergents"

## Objectifs
Les joueurs humains se battent en coopération contre deux Intelligences Artificielles (AI) qui dominent totalement la galaxie, à l'exception des quelques enclaves ayant recueilli les derniers représentants de l'espèce humaine. L'objectif est d'atteindre et de détruire les bases de commandement centrales des deux intelligences artificielles, situées sur leurs planètes mères respectives.
L'expansion territoriale est une composante importante du jeu. Elle est nécessaire à la fois économiquement pour augmenter ses ressources, stratégiquement pour s'approcher des planètes mères ennemies, et technologiquement pour acquérir de nouvelles technologies en amenant des laboratoires de recherche sur ces nouvelles planètes.
Il faut cependant s'étendre de manière mesurée, car le niveau des ripostes des deux adversaires augmente proportionnellement à l'ampleur des destructions provoquées par les joueurs humains. Ce niveau d'agressivité est mesuré par un indicateur de "Progrès" des intelligences artificielles, indicateur qu'il faut tenter de garder le plus bas possible.
Il s'agit donc de maintenir un fragile équilibre entre expansion territoriale, économie, recherche technologique et puissance militaire, contre des forces adverses dont l'agressivité croit en proportion de l'avancée des joueurs.

## Extensions
Le jeu a bénéficié de nombreuses grosses mises à jour gratuites, corrections de bugs et contenus téléchargeables.
Il a en parallèle reçu deux mises à jour payantes, une grosse extension et une micro-extension à but caritatif.

### The Zenith Remnant
The Zenith Remnant est la première grosse extension d'AI War, qui ajoute de nombreux artéfacts et unités d'une Ancienne race alien (les Zenith), et de nouvelles factions mineures. En particulier :
- 5 nouvelles classes de vaisseaux, utilisables par les joueurs comme l'intelligence artificielle, augmentant la diversité entre les parties.
- 7 Golems, énormes vaisseaux exceptionnels et uniques, que le joueur ne peut que capturer et non produire.
- Des vaisseaux expérimentaux, possédant des capacités hors du commun.
- 14 nouveaux types d'intelligences artificielles contre lesquelles jouer.
- 4 nouvelles factions mineures Zenith.
- De nouvelles pistes audio.
- De nouveaux types de cartes galactiques.

### Children of Neinzul
Il s'agit d'une micro-extension dont les revenus sont reversés à une association caritative, "Child's Play".
Elle introduit une nouvelle race alien insectoïde, les Neinzul, des artéfacts et unités de cette race, et autres factions mineures. Dans le détail :
- 5 nouvelles classes de vaisseaux.
- Un nouveau Starship et une nouvelle structure de soutien, la "chambre de régénération".
- 6 nouvelles armes spéciales utilisables par l'intelligence artificielle.
- 2 nouveaux complots utilisables par l'intelligence artificielle.
- 6 nouveaux types d'intelligences artificielles.
- 3 nouvelles factions mineures Neinzul.
- De nouvelles pistes audio.
- 2 nouveaux types de cartes galactiques.

### Light of the Spire
Light of the Spire est la prochaine grosse extension, prévue pour janvier 2011. Elle est actuellement disponible en version bêta, en essai limité ou en pré-commande.
Elle introduira :
- De nombreuses nouvelles classes de vaisseaux.
- 2 nouveaux types de campagnes, avec pour la première fois dans le jeu un véritable scénario
- De nouvelles factions mineures Fallen Spire.
- De nouvelles pistes audio.
- De nouveaux types de cartes galactiques.
- D'autres choses non encore révélées…

## Show Me The Games
Depuis le 19 novembre 2010, AI War fait partie du portail de jeux vidéo indépendants Show Me The Games.